# 161.ª Divisão de Infantaria (Alemanha)
A 161ª Divisão de Infantaria (em alemão:161. Infanterie-Division) foi uma unidade militar que serviu no Exército alemão durante a Segunda Guerra Mundial.

## Comandantes
| Comandante                                 | Data                                           |
| ------------------------------------------ | ---------------------------------------------- |
| Generalleutnant Hermann Wilck              | 1 de dezembro de 1939 - 17 de setembro de 1941 |
| Generalleutnant Heinrich Recke             | 17 de setembro de 1941 - 15 de agosto de 1942  |
| Generalmajor Otto Schell                   | 15 de agosto de 1942 - 22 de agosto de 1942    |
| Generalleutnant Karl Albrecht von Groddeck | 22 de agosto de 1942 - 28 de agosto de 1943    |
| Generalmajor Paul Drekmann                 | 28 de agosto de 1943 - 15 de novembro de 1943  |
| Reformada                                  |                                                |
| Generalmajor Paul Drekmann                 | 27 de julho de 1944 - 5 de setembro de 1944    |

## Oficiais de operações
| Hauptmann Joachim von Amsberg | 5 de janeiro de 1940-1 de abril de 1941      |
| Major Oldwig von Natzmer      | 1 de abril de 1941-15 de julho de 1941       |
| Major Johannes Hölz           | 13 de julho de 1941-4 de março de 1942       |
| Major Moritz Liebe            | 4 de março de 1942-1 de junho de 1942        |
| Major Johannes Hölz           | 1 de junho de 1942-29 de novembro de 1942    |
| Oberstleutnant Heinz Thien    | 20 de outubro de 1943-10 de dezembro de 1943 |

## Área de operações
| Prússia Oriental               | dezembro de 1939 - junho de 1941 |
| Frente Oriental, setor central | junho de 1941 - dezembro de 1942 |
| França                         | dezembro de 1942 - abril de 1943 |
| Reformada                      |                                  |
| Frente Oriental, setor sul     | julho de 1944 - agosto de 1944   |